# П'ятигорська сільська адміністрація
П'ятиго́рська сільська адміністрація (каз. Пятигорское ауылдық әкімдігі, рос. Пятигорская сельская администрация) — адміністративна одиниця у складі Жаркаїнського району Акмолинської області Казахстану. Адміністративний центр та єдиний населений пункт — село П'ятигорське.
Населення — 382 особи (2021; 551 у 2009, 797 у 1999, 863 у 1989).
Станом на 1989 рік існувала П'ятигорська сільська рада (село П'ятигорське). 2013 року П'ятигорський сільський округ перетворено в сільську адміністрацію.